# La Joie par les livres
La Joie par les livres, devenue Centre national de la littérature pour la jeunesse, est un service français voué à la littérature d'enfance et de jeunesse qui, après avoir été une association puis avoir longtemps été dépendante de la direction du Livre et de la Lecture du ministère de la Culture et de la Communication, fait partie, depuis le 1er janvier 2008, de la Bibliothèque nationale de France.
Elle y est rattachée au département Littérature et art, et porte depuis cette même date l'appellation officielle Centre national de la littérature pour la jeunesse (CNLJ).

## Histoire

### 1963-1972: l'association
La Joie par les livres est à l'origine une association loi de 1901 créée en 1963 à l'initiative d'une riche mécène, Anne Gruner Schlumberger, dans le but de créer une bibliothèque pour enfants moderne dans un quartier populaire. L'association avait alors son siège boulevard Edgar-Quinet, dans le 14e arrondissement de Paris.
Pour la bibliothèque, le choix se porte sur Clamart, plus précisément sur la Cité de la Plaine au Petit-Clamart. La Bibliothèque des enfants et des jeunes de la Plaine, construite par Gérard Thurnauer, ouvre le 1er octobre 1965 avec un fonds préparé par trois bibliothécaires spécialisés : Lise Encrevé, Christine Chatain et Geneviève Patte. Cette dernière dirige La Joie par les livres jusqu'en mars 2001.
L'association ouvre également, à destination des professionnels (bibliothécaires, enseignants, chercheurs), un centre de documentation sur l'enfance et le livre d'enfants. Elle s'associe également avec l'Association des bibliothécaires français, qui avait mis en place un travail de recension critique des livres de jeunesse, pour créer, avec la participation de bibliothécaires de toute la France, le Bulletin d'analyse de livres pour enfants lancé en octobre 1965.
En 1967, l'association déménage avenue du Maine et lance des formations théoriques et pratiques à destination de bibliothécaires français. En 1970, le ministère de l'Éducation nationale et la Bibliothèque nationale mettent à disposition de l'association un nouveau local, rue de Louvois, dans le 2e arrondissement de Paris.

### 1972-1997: la prise en charge par l'État
En 1972, l'association est dissoute ; la Joie par les livres est rattachée au ministère de l'Éducation nationale puis à l'École nationale supérieure de bibliothécaires (ENSB).
Deux nouvelles associations, Les Amis de la Joie par les livres et Échanges et Bibliothèques, se créent pour regrouper tous ceux qui veulent soutenir l'action de la Joie par les livres et continuer d'assurer les critiques d'ouvrages et la diffusion du Bulletin d'analyse, dont le titre devient en 1976 La Revue des livres pour enfants.
La Joie par les livres est aussi chargée d'assurer l'option « Jeunesse » du Certificat d'aptitude à la fonction de bibliothécaire (CAFB), jusqu'à la suppression de ce dernier en 1989.
En décembre 1973, une convention passée entre l'État, la ville de Clamart et l'association des Amis transfère la propriété de la bibliothèque à la commune.
Le Centre de documentation, qui prend le nom de Centre national du livre pour enfants (CNLE) en 1980, s'installe en 1982 rue Saint-Bon. Depuis 1983, il reçoit par dépôt légal un exemplaire de tous les livres pour enfants.
En 1993, la Joie par les livres est rattachée à l'Institut national de recherche pédagogique.

### 1997-2007: vers un nouveau statut
Le 1er janvier 1997, la Joie par les livres est rattachée à la direction du Livre et de la Lecture au ministère de la Culture. La gestion administrative et financière de la structure est toutefois confiée « provisoirement » aux Amis de la Joie par les livres, bien qu'une partie du personnel soit constituée de fonctionnaires.
En 2003, il est décidé de regrouper toutes les activités, sauf la bibliothèque de la Plaine, sur un nouveau site, 25 boulevard de Strasbourg à Paris, projet qui aboutit à une réouverture en juin 2005.
Après une fermeture de la bibliothèque de Clamart en 2006 et de nouvelles réunions de concertation, une nouvelle évolution est décidée. Depuis le 2 avril 2007, la bibliothèque de Clamart est confiée à une association locale, la ville de Clamart ayant reçu la propriété du mobilier, des collections des salles de lecture et du matériel. La structure s'appelle maintenant La Petite Bibliothèque ronde.
Quant au centre historique parisien et à son personnel, il a été rattaché à la Bibliothèque nationale de France au 1er janvier 2008. Au sein de l'établissement, il dépend du département Littérature et arts. Le site du boulevard de Strasbourg a fermé au public le 15 juillet 2009. L'ensemble des activités et collections déménage sur le site Tolbiac - François Mitterrand, avec réouverture d'un nouvel espace d'accueil du public : la salle I, en Bibliothèque tout public (Haut-de-jardin).

### Directeurs
- 1965-2001 : Geneviève Patte
- 2001-2007 : Nic Diament[7]
- 2007-2022 : Jacques Vidal-Naquet[8]
- depuis le 1er septembre 2022 : Romain Gaillard[9]

## Activités

### Conservation et communication de documents
Le Centre de ressources dispose d'une salle de lecture de 58 places offrant 30 000 documents en libre accès. S'y trouvent des ouvrages pour les étudiants, professionnels et chercheurs, les actualités de l'édition française issues des services de presse envoyés par les éditeurs pour permettre aux comités de lecture du CNLJ d'effectuer leur circuit critique, un fonds de classiques de la littérature jeunesse, la "bibliothèque idéale" et quelques centaines de livres en 15 langues étrangères.Il possède également en magasins plus de 300 000 documents, avec à la fois un fonds ancien remontant au XVIIe siècle et la quasi-totalité de la production française de livres pour enfants depuis les années 1960. S'y ajoutent un large panorama de la littérature francophone pour la jeunesse et un fonds spécialisé sur le conte.
Le Centre abrite aussi des archives et des dossiers documentaires, dont certains constituent une bibliothèque numérique accessible en ligne.

### Publications
Le Centre national de la littérature pour la jeunesse publie toujours La Revue des livres pour enfants, à raison de six numéros par an, dont le dernier constitue une sélection de 1000 livres parus dans l'année.
Depuis 1989, elle sort chaque année un numéro de Takam Tikou, centré sur la littérature francophone pour la jeunesse en Afrique, dans la Caraïbe, l'Océan indien et le monde arabe. Cette revue est maintenant publiée en ligne avec 3 numéros par an dont un dossier thématique.
L'institution publie également une bibliographie de base de la littérature pour enfants, baptisée Escales en littérature de jeunesse et divers ouvrages.

### Services aux bibliothèques
La Joie par les livres participe à la formation professionnelle des bibliothécaires travaillant dans le secteur de la jeunesse, en contribuant notamment à la formation des professionnels et bénévoles médiateurs du livre. Elle organise tous les ans de nombreuses formations ainsi que des journées d'études et tous les deux ans les Assises de l'édition jeunesse avec le SNE.
Elle propose aussi des expositions à la location.

### Activités internationales
La Joie pour les livres a noué des relations étroites avec ses homologues d'Afrique francophone et des Antilles.
Au-delà de ce cercle de partenaires, elle constitue la section française de l'Union internationale pour les livres de jeunesse (IBBY). À ce titre, elle propose les représentants français pour le Prix Hans Christian Andersen et le prix commémoratif Astrid Lindgren. Le Centre national de la littérature pour la jeunesse participe aussi à la promotion du livre français à l'étranger et de la littérature étrangère en France.